# Broes (sproeikop)

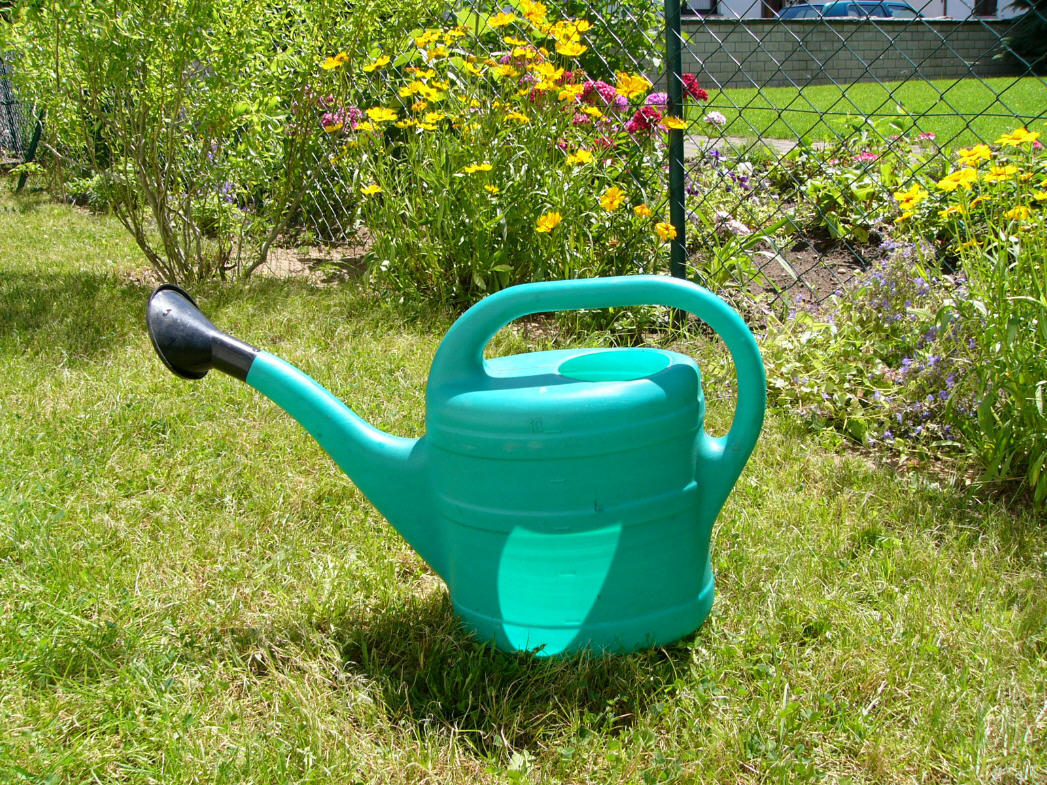
Gieter met zwarte broes, alles van kunststof

Een broes, ook sproeikop, sproeier of mondstuk genoemd, is een opzetstuk met gaatjes voor een gieter of tuinslang. Er bestaan gieters met een vaste broes en gieters waarbij een losse broes op de tuit geschoven kan worden. 
Een broes is speciaal ontworpen om kwetsbare planten, bijvoorbeeld in de tuin, water te geven. Door de gaatjes in het opzetstuk is de straal mild en verspreid, net als bij een douchekop. Ook zorgt de verspreiding van het water ervoor dat het meer geleidelijk in de grond kan worden opgenomen.
De broes werd in de 17e eeuw ontwikkeld en het woord is ook in die tijd geattesteerd; het is verwant met het werkwoord 'bruisen' en wordt bijna uitsluitend in West-Nederland gebruikt, maar is waarschijnlijk een Oost-Fries relictwoord dat niet meegegaan is in de West-Nederlandse klankverschuiving naar u of ui.

## Afbeeldingen

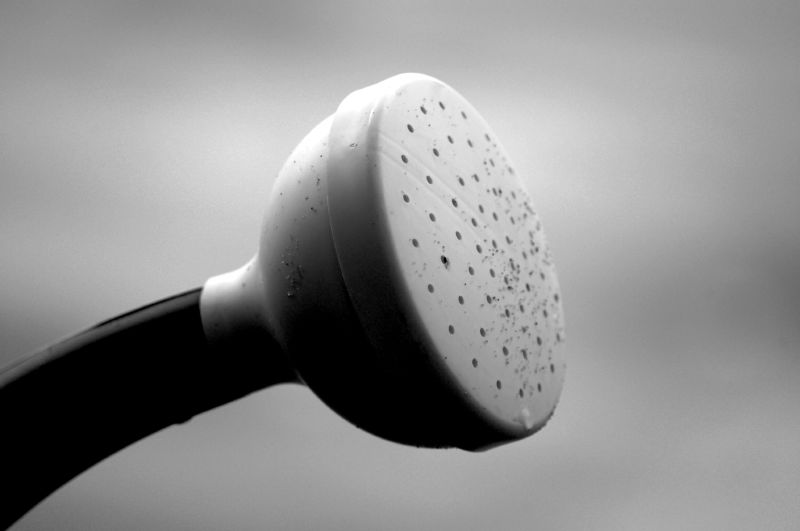
Een broes op de tuit van een gieter
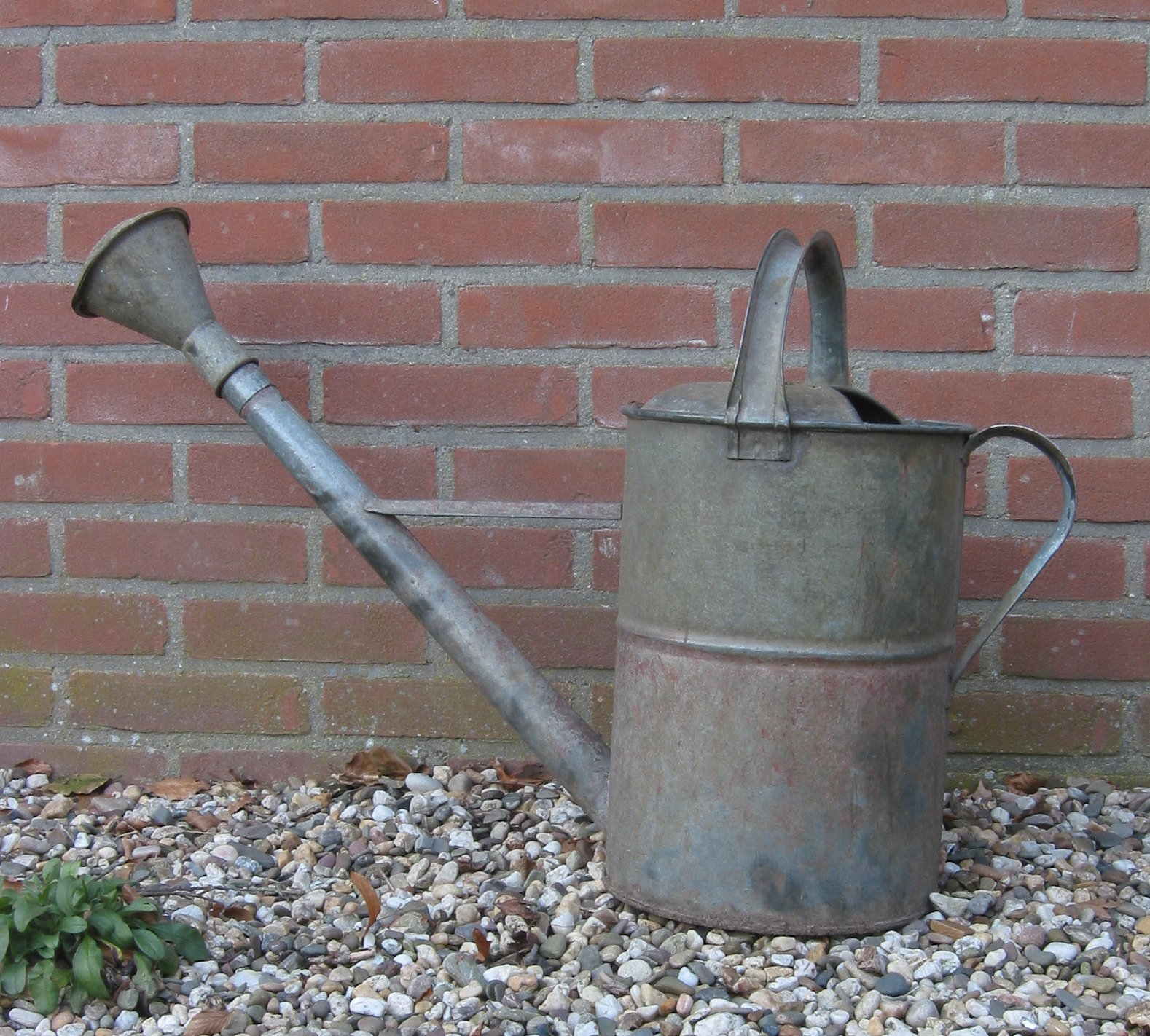
Zinken gieter met broes